# Weltmeisterschaft

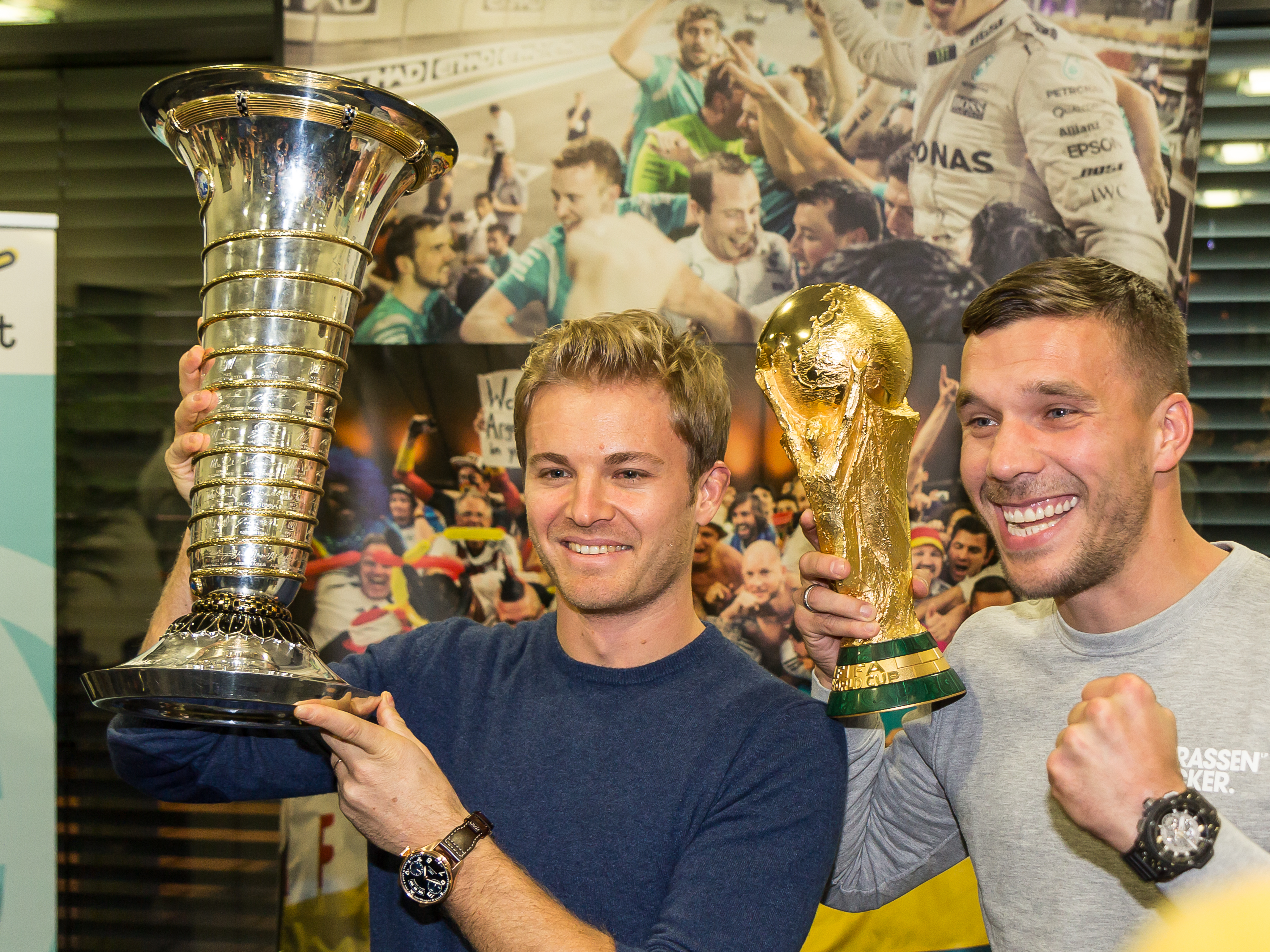
Begegnung zweier Weltmeister:
Nico Rosberg (Formel 1) und Lukas Podolski (Fußball) mit ihren WM-Pokalen

Eine Weltmeisterschaft, kurz WM, bezeichnet auf globaler Ebene ausgetragene sportliche Wettbewerbe für Einzelsportler oder Mannschaften, zumeist in Turnierform, die vom jeweiligen Weltsportverband ausgetragen werden und für die sich die teilnehmenden Sportler oder Mannschaften meist in kontinentalen Qualifikationswettbewerben oder auf nationaler Ebene sportlich qualifizieren müssen. Der Plural Weltmeisterschaften bezeichnet Wettkämpfe, bei denen mehrere Sieger ermittelt werden, z. B. in mehreren Disziplinen in der Leichtathletik oder in verschiedenen Gewichtsklassen beim Ringen. Die am Ende festgestellten Sieger tragen den Titel Weltmeister, der vom jeweiligen Sportverband ausgelobt wird. In einzelnen Bereichen gibt es mehrere Instanzen, die sich gegenseitig nicht oder nur teilweise anerkennen (z. B. Bodybuilding, Boxen, Wrestling, und Tanzsport), von denen zuweilen unabhängig voneinander Weltmeisterschaften in der gleichen Sportart abgehalten werden. Das Gegenstück für den Vereinssport ist der Weltpokal.

## Geschichte und Bedeutung des Wettbewerbs
Die ersten Weltmeisterschaften in einem Sport überhaupt wurden wohl im Real Tennis ausgetragen. Clergé de Elder wurde 1740 der erste Weltmeister und verteidigte seinen Titel bis 1765. Die Weltmeisterschaften im Real Tennis heute werden im zweijährlichen Turnus ausgetragen. Dabei ermitteln die vier besten in der Weltrangliste geführten Spieler (mit Ausnahme des amtierenden Weltmeisters) den Herausforderer, der dann in einem Match über sieben Gewinnsätze innerhalb von drei Tagen gegen den Titelverteidiger antritt.
Die Weltmeisterschaft mit der weltweit größten Bedeutung ist die Fußball-Weltmeisterschaft der FIFA, was an der weltweit einzigartigen Beliebtheit der Sportart liegt. Die FIFA entschied sich am 28. Mai 1929 für die Organisation einer eigenständigen Weltmeisterschaft, nachdem FIFA-Präsident Jules Rimet und der uruguayische Mäzen Enrique Buero schon seit 1924 darauf hingearbeitet hatten. Sie wird seit 1930 im Vierjahres-Turnus ausgetragen. Auslöser für die Organisation einer eigenständigen Weltmeisterschaft war wohl die Überlegung, dass die Amateurregel des Internationalen Olympischen Komitees für den zunehmend professionalisierten Sport Fußball ein Problem darstellte.
Nicht so bedeutend wie der Fußballwettbewerb, aber trotzdem mit großem Interesse auf allen Kontinenten sind die Volleyball-Weltmeisterschaft (seit 1949), Rugby-Union-Weltmeisterschaft (seit 1987) und die Basketball-Weltmeisterschaft (seit 1950). Vor allem die Zuschauerzahlen beim Rugby Union können am ehesten mit denen im Fußball mithalten.
In Europa haben außerdem die Eishockey-Weltmeisterschaft (seit 1920) und die Handball-Weltmeisterschaft (seit 1938) viele Fans. Außerhalb des alten Kontinents gibt es aber, mit Ausnahme von Arabien im Handball und Nordamerika im Eishockey, nur wenig Interesse an diesen Wettbewerben. In Lateinamerika und Ostasien ist die Baseball-Weltmeisterschaft sehr beliebt, zudem ist Baseball eine der drei größten Sportarten der Welt. Der Cricket World Cup (seit 1975) wird so gut wie nur in den Commonwealth-Ländern verfolgt.
Die American-Football-Weltmeisterschaft, die Hockey-Weltmeisterschaft, die Lacrosse-Weltmeisterschaft und die Rugby-League-Weltmeisterschaft erfahren nur in den Austragungsorten und den Teilnehmerländern ein nennenswertes Interesse. Neben den Mannschaftssportarten haben auch die Weltmeisterschaftskämpfe im Kampfsport, und dort vor allem im Boxen, und im Motorsport die Formel-1-Weltmeisterschaft, die Rallye-Weltmeisterschaft, die Tourenwagen-Weltmeisterschaft und die Motorrad-Weltmeisterschaft sehr viele Zuschauer vor Ort und an den Fernsehgeräten.
Es gibt aber viele weniger bekannte Weltmeisterschaften in Randsportarten oder seltenen Spielen und Tätigkeiten, so im Murmeln, Grillen oder Pflügen, und in einzelnen Berufen auch Berufsweltmeisterschaften, beispielsweise bei den Friseuren.

## Weltmeisterschaften olympischer Sommersportarten

### Badminton
Badminton-Weltmeisterschaften finden seit 1977 statt, erst alle drei Jahre, seit 1983 alle zwei Jahre. Im Jahr 2006 wurde zu einem jährlichen Rhythmus übergegangen, wobei in den Jahren, in denen Olympische Sommerspiele stattfinden, keine Weltmeisterschaften ausgetragen werden. Die Volksrepublik China ist mit 55 Weltmeistertiteln die erfolgreichste Nation vor Indonesien mit 20 Titeln und Dänemark mit 10 Titeln (Stand 2013). 1978 und 1979 richtete der kurzzeitig existierende Weltverband WBF eigene Titelkämpfe aus. Vergleichbar zum Davis Cup im Tennis gibt es auch Mannschaftsweltmeisterschaften im Badminton. Seit 1949 wird der Thomas Cup als Weltmeisterschaft für Herrennationalteams sowie seit 1957 der Uber Cup als Weltmeisterschaft für Damennationalteams ausgetragen. Im Jahr 1989 wurde der Sudirman Cup ins Leben gerufen, die offizielle Nationalmannschafts-Weltmeisterschaft für gemischte Teams (Damen und Herren). Neben den Weltmeisterschaften der Erwachsenen gibt es unter anderem Welttitelkämpfe für Nachwuchssportler, Senioren, Hochschulangehörige, Eisenbahner, Gehörlose und Behindertensportler.

### Baseball
Der alle zwei Jahre stattfindende Baseball World Cup, so der offizielle Name der Baseball-Weltmeisterschaft (seit 1938), ist der höchste internationale Wettbewerb für Nationalmannschaften und wird von der International Baseball Federation (IBAF) ausgetragen. Seit 1996 dürfen auch Profis teilnehmen. Die wichtigste Profiliga, die nordamerikanische Major League Baseball, erlaubte ihren Spielern nicht die Teilnahme, so dass die Nationalmannschaften bei der Weltmeisterschaft nicht aus den besten Spielern bestanden. In Verhandlungen mehrerer internationaler Ligen und des Weltverbandes wurde 2006 der World Baseball Classic geschaffen, an dem auch die Spieler der Major League und anderer Profiligen teilnehmen und der so auch ein breiteres Publikum erreichen soll. Dieser Wettbewerb ersetzte die Weltmeisterschaft ab dem Jahr 2013.

### Basketball
Die alle vier Jahre stattfindende FIBA World Championship, so der offizielle Name der Basketball-Weltmeisterschaft, ist der höchste internationale Wettbewerb für Nationalmannschaften und wird von der Fédération Internationale de Basketball (FIBA) ausgetragen.

#### Herren
Erstmals wurde die Weltmeisterschaft der Herren 1950 in Buenos Aires, Argentinien ausgetragen, wo die Gastgeber siegten. Rekordweltmeister sind die USA.
Die deutsche Nationalmannschaft hatte ihren größten Erfolg mit dem Gewinn der Weltmeisterschaft im Jahr 2023. Österreich und die Schweiz haben bisher keinen der ersten drei Plätze belegen können.
Zuletzt fand die Basketball-Weltmeisterschaft im Spätsommer 2023 auf den Philippinen, in Japan sowie in Indonesien mit 32 Teilnehmern statt. Das Finale wurde in Manila als das letzte von 96 Spielen ausgetragen, welche verteilt auf fünf Spielstätten bestritten wurden. Die Gastgeber Japan und Philippinen waren automatisch qualifiziert.
Amtierender Weltmeister ist  Deutschland, die sich im Finale am 10. September 2023 mit 83:77 gegen Serbien durchsetzten.
Weltmeisterschaftsähnliche Turniere mit weltweitem, höchstklassigen Teilnehmerfeld im Basketball gibt es bei den Olympischen Spielen, zuletzt 2024 in Paris, Frankreich; amtierender Sieger sind die  USA.

#### Damen
Erstmals wurde die Basketball-Weltmeisterschaft der Damen 1953 in Santiago de Chile, Chile ausgetragen, wo die USA siegten und die Gastgeber zweite wurden. Rekordweltmeister sind die USA mit insgesamt sieben Titeln in den Jahren 1953, 1957, 1979, 1986, 1990, 1998 und 2002, dicht gefolgt von der Sowjetunion mit sechs Titeln. Eine deutsche Basketballnationalmannschaft, nämlich die der DDR, hatte ihren größten Erfolg mit dem vierten Platz bei der Weltmeisterschaft im Jahr 1967. Die Basketballnationalmannschaften Österreichs und der Schweiz haben bisher keinen der ersten drei bzw. vier Plätze belegen können.
Zuletzt wurde die Weltmeisterschaft im Herbst 2022 in Australien mit 12 Teilnehmern bestritten.
Weltmeister wurde das Team der USA (83:61 gegen China).
Weltmeisterschaftsähnliche Turniere mit weltweitem, höchstklassigen Teilnehmerfeld im Basketball gibt es bei den Olympischen Spielen, zuletzt 2024 in Paris, Frankreich; amtierender Sieger sind die  USA.

### Fechten
Die Fechtweltmeisterschaften sind ein jährlich stattfindendes Sportereignis, bei dem die Weltmeister in den drei Fechtgattungen Florett, Degen und Säbel ermittelt werden. Veranstalter ist der Weltfechtverband (FIE). Die Fechtweltmeisterschaften sind nach den Olympischen Spielen die wichtigste Meisterschaft im Fechten.

### Fußball

#### Herren
Der alle vier Jahre stattfindende FIFA World Cup, so der offizielle Name der Fußball-Weltmeisterschaft, ist der höchste internationale Wettbewerb für Nationalmannschaften, deren Verbände Mitglied der Fédération Internationale de Football Association (FIFA) sind, von der die WM ausgetragen wird. Das letzte Turnier fand im Winter 2022 in Katar statt. Im Finale errang die argentinische Mannschaft zum dritten Mal den Weltmeistertitel.
Erstmals wurde die Weltmeisterschaft 1930 in Uruguay ausgetragen, wo die Gastgeber siegten. Rekordweltmeister ist Brasilien mit fünf Titeln in den Jahren 1958, 1962, 1970, 1994 und 2002. Deutschland gewann die Weltmeisterschaft bisher viermal, 1954, 1974, 1990 sowie 2014. Österreich gewann 1954 das Spiel um den dritten Platz, der bis heute größte Erfolg. Die Schweiz kann als größte Erfolge die drei Viertelfinalteilnahmen in den Jahren 1934, 1938 und 1954 vorweisen.
Amtierender Weltmeister:  Argentinien (3:3/4:2 nach Elfmeterschießen gegen Frankreich am 18. Dezember 2022 in Katar).

#### Damen
Bei den Damen ist die Fußball-Weltmeisterschaft der Frauen, die alle 4 Jahre ausgetragen wird, das höchste Turnier. Die Frauenweltmeisterschaften werden seit 1991 ausgetragen, drei Titel gewannen die Vereinigten Staaten.
Amtierender Weltmeister:  Spanien (1:0 gegen England am 20. August 2023 in Sydney, Australien).

#### Sonstige
Der alle zwei Jahre stattfindende Viva World Cup, so der offizielle Name der Fußball-Weltmeisterschaft des Nouvelle Fédération-Board (NFB), ist der höchste internationale Wettbewerb für Nationalmannschaften, die nicht Mitglied in der FIFA sind. Seit 2014 ist die CONIFA-Weltfußballmeisterschaft an deren Stelle getreten.
Liste mit weltmeisterschaftsähnlichen Turnieren oder weltweitem höchstklassigen Teilnehmerfeld im Fußball:
- FIFA Confederations Cup: zuletzt 2017 in Russland; letzter Sieger war Deutschland
- Olympische Spiele: letztes Turnier: 24. Juli bis 10. August 2024 in Paris, Frankreich; nächstes Turnier 2028 in Los Angeles, Vereinigte Staaten; amtierender Sieger ist Spanien bei den Herren und die USA bei den Damen.
- FIFA-Klub-Weltmeisterschaft, für Vereinsmannschaften, ersetzt den Weltpokal. Ausgetragen 2000, 2001 und 2005–2023 jährlich. Seit 2025 als Turnier mit 32 Mannschaften alle 4 Jahre. Amtierender Sieger ist der FC Chelsea.

### Gewichtheben
Die – außer in olympischen Jahren – jedes Jahr stattfindenden Weltmeisterschaften im Gewichtheben sind der höchste internationale Wettbewerb für Gewichtheben, deren Verbände Mitglied der International Weightlifting Federation (IWF) sind, von der die WM ausgetragen wird.

### Golf
Eine spezielle Weltmeisterschaft wird im Golf nicht ausgetragen.
Der Weltgolfverband Professional Golfers Association richtet jährlich 4 Masters Turniere, auch PGA TOUR aus und alle zwei Jahre den Rydercup, siehe im Artikel Golf (Sport), gleiches gilt auch bei den Damen.

### Handball
Die alle zwei Jahre stattfindende IHF World Championship, so der offizielle Name der Handball-Weltmeisterschaft, ist der höchste internationale Wettbewerb für Nationalmannschaften und wird von der Internationalen Handballföderation (IHF) ausgetragen.
Erstmals wurde die Weltmeisterschaft 1938 in Deutschland ausgetragen, wo der Gastgeber siegen konnte. Rekordweltmeister ist Frankreich mit sechs Titeln. Deutschland war bisher dreimal in den Jahren 1938, 1978 und 2007 Weltmeister. Österreich konnte im Jahr 1938 Vizeweltmeister werden. Die Schweiz wurde in den Jahren 1954 und 1993 jeweils Vierter.
Amtierender Weltmeister:  Dänemark nach einem Finalsieg (32:26) über Kroatien bei den Männern;  Frankreich (31:28 gegen Norwegen) bei den Frauen.
Liste mit weltmeisterschaftsähnlichen Turnieren und weltweitem höchstklassigen Teilnehmerfeld im Handball:
- Olympische Spiele: zuletzt 25. Juli bis 11. August 2024 in Paris, Frankreich; amtierender Sieger ist Dänemark bei den Männern und Norwegen bei den Frauen.
- Statoil World Cup: zuletzt 2010; amtierender Sieger ist Dänemark.

### Hockey
Der alle vier Jahre stattfindende FIH World Cup, so der offizielle Name der Hockey-Weltmeisterschaft, ist nach den Olympischen Spielen der höchste internationale Wettbewerb für Nationalmannschaften und wird von der International Hockey Federation (FIH) ausgetragen. Sie fand zuletzt, parallel für Damen und Herren, im Juni 2014 in Den Haag mit jeweils zwölf Teilnehmern statt. Neben den Gastgeber waren die fünf amtierenden Kontinentalmeister automatisch qualifiziert, die restlichen Teilnehmer wurden in einer Qualifikation ermittelt.
Erstmals wurde die Weltmeisterschaft der Herren 1971 in Barcelona, Spanien, ausgetragen, wo Pakistan siegte. Rekordweltmeister ist ebenfalls Pakistan mit vier Titeln in den Jahren 1971, 1978, 1982 und 1994. Deutschland konnte bisher 2002 und 2006 den Titel gewinnen. Österreich und die Schweiz haben bisher keinen der ersten drei Plätze belegen können.
Amtierender Weltmeister:  Australien bei den Herren (6:1 gegen die Niederlande am 15. Juni 2014 in Den Haag),  Niederlande bei den Damen (2:0 gegen Australien am 14. Juni 2014 ebenfalls in Den Haag)
Liste mit weltmeisterschaftsähnlichen Turnieren und weltweitem höchstklassigen Teilnehmerfeld im Hockey:
- Olympische Spiele: zuletzt 27. Juli bis 12. August 2012 in London, Großbritannien; amtierender Sieger ist Deutschland bei den Herren, die Niederlande bei den Damen
- WorldHockey Champions Trophy: Sieger 2010 Australien bei den Herren, Argentinien bei den Damen

Neben diesen Weltmeisterschaften auf dem Feld werden seit 2003 auch Weltmeisterschaften in der Halle ausgetragen.

### Karate
Alle zwei Jahre finden Karate-Weltmeisterschaften statt. Sie werden von der WKF ausgetragen. Die WKF organisiert Junioren- und Seniorenweltmeisterschaften. Der aktuelle Präsident der WKF ist der Spanier Antonio Espinos. Der Sitz der WKF ist in Madrid, Spanien. Die ist ein weltweiter Karatedachverband. Er wurde 1990 aus der ehemaligen World Union of Karate Do Organisations (WUKO) gegründet. Er ist der einzige Karateweltverband, der vom IOC anerkannt wird und hat mehr als 10 Millionen Mitglieder in 183 Ländern. Er umfasst alle Erdteile und wurde lange vom Präsidenten und Gründungsmitglied Jacques Delcourt geführt. Siehe Liste der Karate-Weltmeisterschaften.

### Leichtathletik
Halbmarathon-Weltmeisterschaften
Leichtathletik-Weltmeisterschaften sind Wettkämpfe, die vom Leichtathletik-Weltverband World Athletics durchgeführt werden, um die Weltmeister in den einzelnen Leichtathletikdisziplinen zu ermitteln.
Die Weltmeisterschaften im Freien gibt es seit 1983. Bis 1991 wurden sie alle vier Jahre durchgeführt, danach setzte sich ein zweijährlicher Rhythmus durch.
Weltmeisterschaften gibt es außerdem auch in der Halle. Dort wurden sie zum ersten Mal 1985 ausgetragen. Seither werden sie bis auf eine Ausnahme regelmäßig alle zwei Jahre durchgeführt, immer im Wechsel mit den Halleneuropameisterschaften.

### Moderner Fünfkampf
- Weltmeisterschaften im Modernen Fünfkampf

### Padel
- Padel-Weltmeisterschaft

### Radsport
Weltmeisterschaften im Radsport werden seit 1893 ausgetragen, zunächst von der International Cycling Association und seit 1900 von der Union Cycliste Internationale. Mit Stand 2022 gibt es jährlich 20 Weltmeisterschafts-Veranstaltungen verschiedener Radsport-Disziplinen.

### Reitsport
- Weltreiterspiele

### Ringen
- Ringer-Weltmeisterschaften

### Rudern
- Ruder-Weltmeisterschaften

### Schießen
Die Weltmeisterschaften im Sportschießen werden von der International Shooting Sport Federation (ISSF) organisiert.

### Schwimmsport

#### Schwimmsport
- Schwimmweltmeisterschaften

#### Synchronschwimmen
- Synchronschwimmen

#### Wasserspringen
- Weltmeisterschaften im Wasserspringen

#### Wasserball
- Wasserball-Weltmeisterschaften

### Segeln
- ISAF-Segel-Weltmeisterschaften für olympische Klassen.
- Segel-Weltmeisterschaften für alle Klassen.

### Softball
- Softball

### Surfen
Die Weltmeisterschaften im Surfen wurden ab 1964 von der International Surfing Association (ISA) ausgetragen. 1983 übernahm die Association of Surfing Professionals (ASP) die Weltmeisterschaften, während die ISA weiterhin die Amateur-Weltmeisterschaften veranstaltete. Seit 2015 organisiert die World Surf League (WSL) als Dachorganisation die Weltmeisterschaft im professionellen Surfen. Seit 2020 ist Surfen eine olympische Disziplin.

### Taekwondo
Im Taekwondo gibt es die WTF Taekwondo-Weltmeisterschaften für Vollkontakt-Taekwondo, die Weltmeisterschaften im Formen-Taekwondo werden von der International Taekwon-Do Federation organisiert.

### Tennis
- ATP World Tour Finals für Herren
- WTA Tour Championships für Frauen

### Tischtennis
- Tischtennisweltmeisterschaft

### Triathlon
- Triathlonweltmeisterschaft
- International Triathlon Union

### Turnsport
Im Turnen gibt es Weltmeisterschaften für verschiedene Einzeldisziplinen, so die Turn-Weltmeisterschaften im Gerätturnen, die Weltmeisterschaften der Rhythmischen Sportgymnastik und die Turn-Weltmeisterschaften im Trampolinturnen.

### Volleyball
Die alle vier Jahre stattfindende FIVB Volleyball World Championship, so der offizielle Name der Volleyball-Weltmeisterschaft, ist der höchste internationale Wettbewerb für Nationalmannschaften und wird von der Fédération Internationale de Volleyball (FIVB) ausgetragen. Sie fand zuletzt im September und Oktober 2010 in Italien mit 24 Teilnehmern statt. Neben dem Gastgeber war der Weltmeister Brasilien automatisch qualifiziert. Weitere Mannschaften konnten sich durch die Olympischen Spiele 2008, die Kontinentalmeisterschaften oder die WM-Qualifikation qualifizieren.
Erstmals wurde die Weltmeisterschaft 1949 in Prag, in der Tschechoslowakei ausgetragen, wo die Sowjetunion siegte. Rekordweltmeister ist ebenfalls die Sowjetunion mit sechs Weltmeistertiteln in den Jahren 1949, 1952, 1960, 1962, 1978 und 1982.
Die bundesdeutsche und, seit dem Beitritt der DDR, gesamtdeutsche Volleyballnationalmannschaft hat zwar noch keine Platzierung unter den ersten drei erreicht, doch die DDR-Auswahl konnte 1970 überraschend den Weltmeistertitel erringen. Österreich und die Schweiz haben bisher noch keine Top-Drei-Platzierung.
Amtierender Weltmeister:  Brasilien (3:0 gegen Kuba am 10. Oktober 2010 in Rom, Italien)
Liste mit weltmeisterschaftsähnlichen Turnieren und weltweitem höchstklassigen Teilnehmerfeld im Volleyball:
- Olympische Spiele: zuletzt 9. bis 24. August 2008 in Peking, China; amtierender Sieger sind die USA bei den Herren, Brasilien bei den Damen
- Volleyball World Cup: zuletzt 18. November 2007 bis 2. Dezember 2007 in Japan, nächstes Turnier im November 2011 in Japan; amtierender Sieger ist Brasilien
- Volleyball World Grand Prix: zuletzt 22. bis 27. November 2005 in Japan, nächstes Turnier Anfang November 2009; amtierender Sieger ist Brasilien
- Volleyball-Weltliga: hier haben alle Teilnehmer jeweils Heim- und Auswärtsspiele; zuletzt im 25. Mai bis 15. Juli 2007, nächstes Turnier Sommer 2008; amtierender Sieger ist Brasilien

## Weltmeisterschaften nichtolympischer Sommersportarten

### American Football
Der alle vier Jahre stattfindende IFAF World Cup, so der offizielle Name der American-Football-Weltmeisterschaft, ist der höchste internationale Wettbewerb für Nationalmannschaften und wird von der International Federation of American Football (IFAF) ausgetragen. Die vorletzte Weltmeisterschaft fand im Sommer 2011 in Österreich statt, die nächste sollte 2015 in Schweden stattfinden. Automatisch qualifiziert sind dort der Gastgeber, der Titelverteidiger und der Europameister. Die Qualifikation beginnt nach der Europameisterschaft 2014. Nachdem die geplante Austragung der American-Football-Weltmeisterschaft 2015 in Schweden aus finanziellen Gründen abgesagt werden musste, sprangen die Vereinigten Staaten als Veranstalter der fünften Auflage des Turniers ein. Vom 8. bis 19. Juli 2015 fand es im Fawcett Stadium in Canton, Ohio statt.
Amtierender Weltmeister:  Vereinigte Staaten (59:12 gegen Japan 2015). Die nächste Weltmeisterschaft findet im Sommer 2023 in Deutschland statt.
Erstmals wurde die Weltmeisterschaft 1999 in Palermo, Italien ausgetragen, wo Japan siegte. Japan und die Vereinigten Staaten wurden bis jetzt je zweimal Weltmeister. Deutschland war 2003 als Gastgeber erstmals qualifiziert und wurde 2003 und 2007 Dritter. 2011 wurde der fünfte Platz erreicht. Österreich beendete die Heim-WM 2011 auf Platz sieben. Die Schweiz war bisher nicht qualifiziert.

### Australian Football
Der alle drei Jahre stattfindende Australian Football International Cup ist der höchste internationale Wettbewerb für Australian-Football-Nationalmannschaften, vergleichbar mit einer Weltmeisterschaft und wird von der Australian Football League (AFL) ausgetragen. Das sechste Turnier, der Australian Football International Cup 2017 wurde für 18 Mannschaften vom 5. bis zum 19. August 2017 in Melbourne ausgetragen. Neu dabei waren Fidschi, Großbritannien und die USA. Papua-Neuguinea gewann wie schon 2014 das Finale.
Der 2020 International Cup, der vom 21. Juli bis 8. August in Sunshine Coast, Queensland, stattfinden sollte, wurde aufgrund der COVID-19-Pandemie auf 2021 verschoben.

### Baseball
Erstmals wurde die Weltmeisterschaft 1938 im Vereinigten Königreich ausgetragen, wo die Gastgeber siegten. Rekordweltmeister ist Kuba mit 25 Titeln. Die deutsche Nationalmannschaft sowie die Nationalmannschaften aus Österreich und der Schweiz haben bisher keinen der ersten drei Plätze belegen können.
Amtierender Weltmeister 2013 ist die Dominikanische Republik mit einem Finalsieg über Puerto Rico, dritter wurde Japan.

### Cricket
Der alle vier Jahre stattfindende ICC Cricket World Cup, so der offizielle Name der Cricket-Weltmeisterschaft, ist der höchste internationale Wettbewerb für Nationalmannschaften und wird vom International Cricket Council (ICC) veranstaltet. Er fand zuletzt im Sommer 2019 in England und Wales mit 10 Teilnehmern statt.
Das Finale in London war das letzte von 48 Spielen. Neben dem Gastgeber England, haben sich neun weitere „Full Member“-Nationen, nämlich Afghanistan, Australien, Bangladesch, Indien, Pakistan, Neuseeland, Sri Lanka, Südafrika und die West Indies qualifiziert.
Erstmals wurde die Weltmeisterschaft 1975 in England ausgetragen, bei der die ‚West Indies‘ siegten. Rekordweltmeister ist Australien mit bisher fünf Siegen in den Jahren 1987, 1999, 2003, 2007 und 2015. Deutschland, Österreich und die Schweiz waren bisher noch nie qualifiziert.
Amtierender Weltmeister:  England (Sieg mit mehr Boundaries gegen Neuseeland)
Bei den Frauen wird der Women’s Cricket World Cup seit 1973 ausgetragen. Rekordweltmeister ist Australien. Die letzte Ausgabe fand im Frühjahr 2022 in Neuseeland statt und wurde mit acht Mannschaften ausgetragen.
Amtierender Weltmeister:  Australien (Sieg mit 71 Runs gegen England)
Liste mit weltmeisterschaftsähnlichen Turnieren und weltweitem höchstklassigen Teilnehmerfeld im Cricket:
- ICC Men’s T20 World Cup/ICC Women’s T20 World Cup: bei den Männern zuletzt vom 16. Oktober bis 13. November 2022 in Australien ausgetragen; amtierender Sieger ist England. Bei den Frauen zuletzt vom 10. bis 26. Februar 2023 in Südafrika ausgetragen; amtierender Sieger ist Australien.
- ICC Champions Trophy: zuletzt vom 1. und 18. Juni 2017 in England und Wales; amtierender Sieger ist Pakistan

### Lacrosse
Die alle vier Jahre stattfindende Warrior World Lacrosse Championships, so der offizielle Name der Lacrosse-Weltmeisterschaft, ist der höchste internationale Wettbewerb für Nationalmannschaften und wird von der Federation of International Lacrosse (FIL) ausgetragen. Sie fand zuletzt im Juli 2006 in London, Kanada und findet als nächstes 2010 in Manchester, England mit wahrscheinlich zwanzig Teilnehmern statt. Neben den Gastgeber sind noch der amtierende Weltmeister Kanada und Europameister von 2008 automatisch qualifiziert. Die übrigen Mannschaften werden durch Kontinentalmeisterschaftsergebnisse, Qualifikationen und Wildcards ermittelt.
Erstmals wurde die Weltmeisterschaft 1967 in Toronto, Kanada, ausgetragen, wo die Vereinigten Staaten siegten. Rekordweltmeister sind ebenfalls die Vereinigten Staaten mit acht Titeln in den Jahren 1967, 1974, 1982, 1986, 1990, 1994, 1998 und 2002. Deutschland konnte bisher keinen der ersten drei Plätze belegen. Österreich und die Schweiz haben sich bisher nicht qualifizieren können.
Amtierender Weltmeister:  USA bei den Herren (12:10 gegen Kanada, Manchester 2010) und Damen (8:7 gegen Australien, Prag 2009)
Liste mit weltmeisterschaftsähnlichen Turnieren und weltweitem höchstklassigen Teilnehmerfeld im Lacrosse:
- bisher keine

#### Hallenradsport
- Hallenradsport-Weltmeisterschaften

### Rugby

#### Rugby League
Der nur in unregelmäßigen Zeitabständen stattfindende Rugby League World Cup, so der offizielle Name der Rugby-League-Weltmeisterschaft, ist der höchste internationale Wettbewerb für Nationalmannschaften und wird von der Rugby League International Federation (RLIF) ausgetragen. Sie fand zuletzt im Herbst 2000 in Irland, in Frankreich und im Vereinigten Königreich und danach im Herbst 2008 in Australien mit zehn Teilnehmern statt. Das Finale in Brisbane ist das letzte von achtzehn Spielen, verteilt auf zwölf Spielorte, am 22. November 2007. Neben den Gastgeber, Gillette-Rugby-League-Tri-Nations-Sieger und Titelverteidiger Australien sind WM-Dritter England, Fidschi, Frankreich, Irland, WM-Zweiter Neuseeland, Papua-Neuguinea, Samoa und Tonga qualifiziert. Die Qualifikation endete am 18. November 2007. Erstmals wurde die Weltmeisterschaft 1954 in Frankreich ausgetragen, wo die Auswahlmannschaft der Britischen Inseln siegten. Rekordweltmeister ist Australien mit bisher neun Titeln in den Jahren 1957, 1968, 1970, 1975, 1977, 1988, 1992, 1995 und 2000. Deutschland, Österreich und die Schweiz waren bisher noch nie qualifiziert.
Amtierender Weltmeister:  Neuseeland (34:20 gegen Australien am 22. November 2008 in Brisbane, Australien)
Liste mit weltmeisterschaftsähnlichen Turnieren und weltweitem höchstklassigen Teilnehmerfeld im Rugby League World Cup:
- Gillette Rugby League Tri-Nations: zuletzt 11. Oktober bis 25. November 2006 in Australien und Neuseeland, nächstes Turnier 2009; amtierender Sieger ist Australien

#### Rugby Union
Der alle vier Jahre stattfindende IRB Rugby World Cup, so der offizielle Name der Rugby-Union-Weltmeisterschaft, ist der höchste internationale Wettbewerb für Rugby-Union-Nationalmannschaften und wird von der International Rugby Board (IRB) ausgetragen. Der Weltmeister erhält als Preis den Webb Ellis Cup. Die Weltmeisterschaft fand zuletzt 2015 in England statt. Neben dem Gastgeber England sind dafür die besten zwölf Mannschaften der vorherigen WM qualifiziert (d. h. alle Mannschaften, die in der Vorrunde mindestens Platz drei erreichten). Die übrigen acht Startplätze werden in den kontinentalen Qualifikationen vergeben.
Erstmals wurde die Weltmeisterschaft 1987 in Australien und Neuseeland ausgetragen. Rekordweltmeister sind Australien, Neuseeland und Südafrika mit bisher jeweils zwei Siegen. Deutschland, Österreich und Schweiz qualifizierten sich bisher noch nicht.
Amtierender Weltmeister:  Neuseeland.
Liste mit weltmeisterschaftsähnlichen Turnieren und weltweitem höchstklassigen Teilnehmerfeld im Rugby Union
- RBS 6 Nations (nur europäische Teilnehmer)
- The Rugby Championship (vorher: Tri Nations Series)

#### Siebener-Rugby
- Siebener-Rugby-Weltmeisterschaft

### Squash
Im Squash finden jährlich Weltmeisterschaften im Einzel statt sowie alle zwei Jahre Weltmeisterschaften der Mannschaften. Die Mannschaftsweltmeisterschaft der Herren wird in den ungeraden Jahren ausgetragen, die der Damen in den geraden Jahren.

## Weltmeisterschaften olympischer Wintersportarten
- Alpine Skiweltmeisterschaften
- Biathlon-Weltmeisterschaften
- Bob-Weltmeisterschaft
- Curling-Weltmeisterschaft
- Eishockey-Weltmeisterschaft
- Eiskunstlauf-Weltmeisterschaften
- Eisschnelllauf-Einzelstreckenweltmeisterschaften
- Eisschnelllauf-Mehrkampfweltmeisterschaft
- Eisschnelllauf-Sprintweltmeisterschaft
- Freestyle-Skiing-Weltmeisterschaften
- Nordische Skiweltmeisterschaften
- Rennrodel-Weltmeisterschaften
- Shorttrack-Weltmeisterschaften
- Skeleton-Weltmeisterschaft
- Skiflug-Weltmeisterschaft
- Snowboard-Weltmeisterschaften

## Weltmeisterschaften nichtolympischer Wintersportarten
- Synchroneiskunstlauf-Weltmeisterschaft
- Naturbahnrodel-Weltmeisterschaft
- Weltmeisterschaft im Skibergsteigen
- Telemark-Weltmeisterschaft

## Liste weiterer Weltmeisterschaften

### Ballsport
- Faustball-Weltmeisterschaft
- Futsal-Weltmeisterschaft
- Hallenlacrosse-Weltmeisterschaft
- Unihockey-Weltmeisterschaft

### Feuerwehrsport
- Weltmeisterschaften des Weltfeuerwehrverbandes CTIF[5]

### Flugsport
- Gasballon-Weltmeisterschaft
- Gleitschirmakrobatik-Weltmeisterschaft
- Gleitschirm-Punktlande-Weltmeisterschaft
- Gleitschirm-Streckenflug-Weltmeisterschaft
- Motorkunstflug-Weltmeisterschaft
- Segelflug-Weltmeisterschaft
- Segelkunstflug-Weltmeisterschaft

### Individualsport
- Grasski-Weltmeisterschaft
- Inline-Speedskating-Weltmeisterschaften
- Kletterweltmeisterschaft
- Schach-Weltmeisterschaft
- Weltmeisterschaft im Weihnachtsbaumwerfen

### Kartenspiele
- Skat-Weltmeisterschaft

### Kunst
- Kunstweltmeisterschaft seit 2003, bisher vier Mal

### Landwirtschaft
- Weltmeisterschaft im Pflügen

### Motorsport
- Formel 1
- Motorrad-Weltmeisterschaft
- Superbike-Weltmeisterschaft
- Supersport-Weltmeisterschaft
- Rallye-Weltmeisterschaft
- Rallycross-Weltmeisterschaft
- Formel-E-Weltmeisterschaft
- Tourenwagen-Weltmeisterschaft
- FIA-GT1-Weltmeisterschaft
- Sportwagen-Weltmeisterschaft
- Enduro-Weltmeisterschaft/Internationale Sechstagefahrt
- Motocross-Weltmeisterschaft

### Präzisionssport
- Billard-Weltmeisterschaften
- Darts-Weltmeisterschaften
- Pétanque-Weltmeisterschaft

### Radsport
- Cyclocross-Weltmeisterschaften
- Einrad-Weltmeisterschaften
- Hallenradsport-Weltmeisterschaften
- Mountainbike-Marathon-Weltmeisterschaften

### Tanzsport
- Tanzsportweltmeisterschaft (Standard)
- Tanzsportweltmeisterschaft (Latein)

### Wassersport
Bootssport
- Drachenboot-Weltmeisterschaften
- Segel-Weltmeisterschaften
- Wildwasser-Schwimmweltmeisterschaft